# Damerow
Damerow è una frazione del comune di Rollwitz, nel Land del Meclemburgo-Pomerania Anteriore, in Germania.

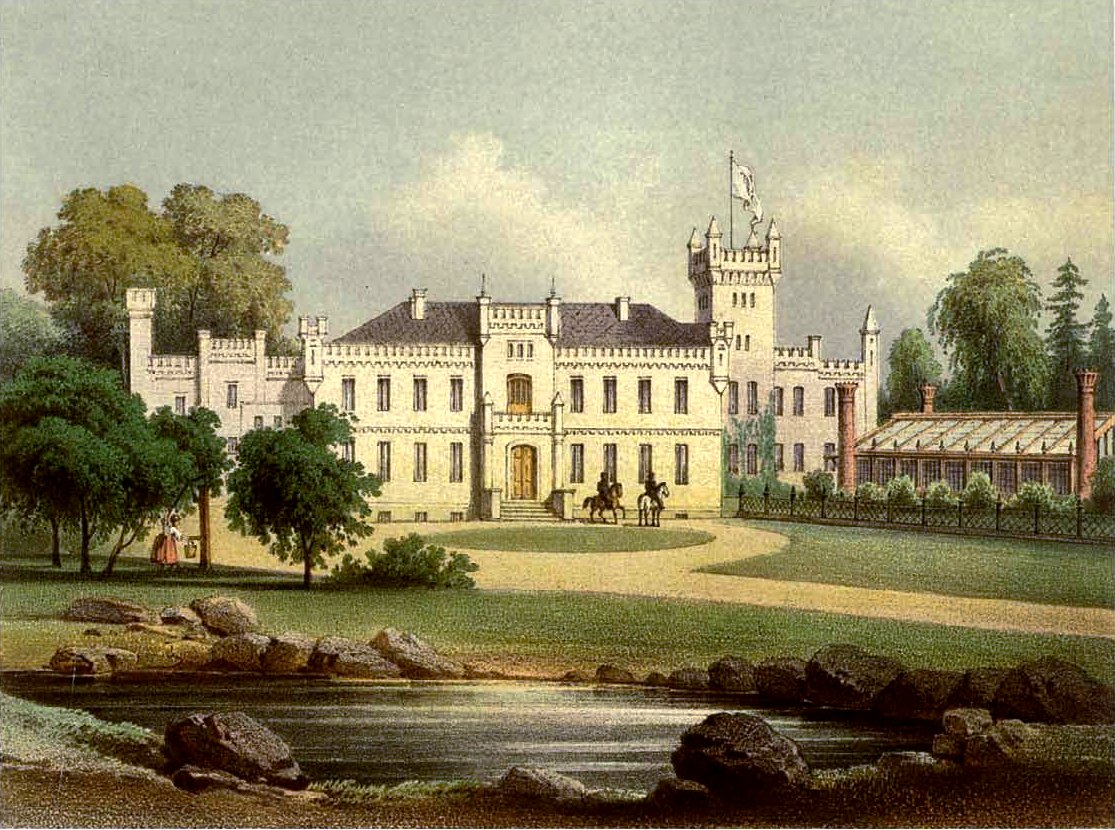
Palace Damerow around 1860, Edition by Alexander Duncker

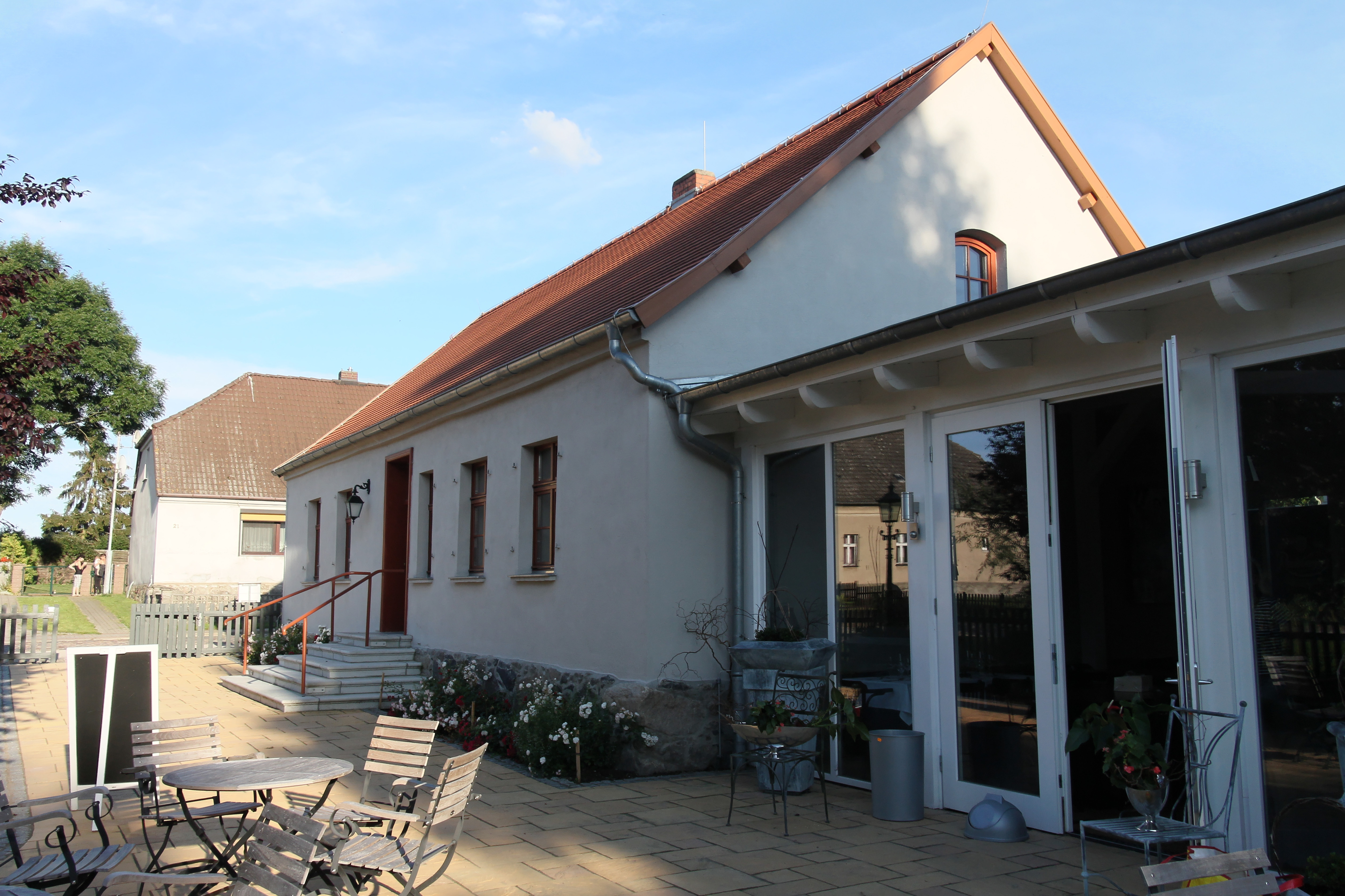
Gutsmuseum and Museumscafe